# Editorial Dunken
Editorial Dunken es una editorial fundada en Buenos Aires en 1988. Es la editorial con mayor cantidad de publicaciones en la Cámara Argentina del Libro. Sus publicaciones abarcan una gran diversidad de géneros y su línea editorial acobija obras de las más variadas temáticas, pensamientos e ideologías. 
El 24 de septiembre de 2009, mediante la Declaración 374/2009 la Legislatura de la Ciudad Autónoma de Buenos Aires declaró de Interés Cultural de la Ciudad a las actividades desarrolladas por Editorial Dunken, en el marco de la celebración de su 15° aniversario.
Dunken se encarga del diseño, la diagramación y parte de la distribución y difusión del libro.

## Feria Internacional del Libro de Buenos Aires
Interrumpidamente desde 2007, Editorial Dunken participa en la Feria del Libro de Buenos Aires con un stand propio. 
En el stand se exponen y venden todos los títulos editados en los últimos años. Además, los autores disponen de un espacio para realizar firma de libros. Aproximadamente 500 autores lo hicieron en el 2015.

## Autores
Entre los autores publicados por Editorial Dunken se encuentran José Martí, Daniel Levy, Miguel de Unamuno, Ramón María del Valle-Inclán, Mario Morasán, Osvaldo César Gasparini, Henrik Ibsen y Mercedes Ruiz Luque, entre otros.

## Características
Una de las grandes diferencias de Dunken con otras editoriales o imprentas es que la encuadernación de los libros es cosida a hilo. Este método manual lo que logra, a pesar de ser más trabajoso, es que las hojas no se despeguen y perduren en el tiempo.
Además, ofrece varios servicios al autor que se incluyen en los costos de publicación, entre los que se incluyen:
- Diagramación del interior del libro y la tapa.
- Registro del ISBN en la Cámara Argentina del Libro.
- Venta del libro en el local de la editorial y en línea (librería online en la web oficial, Amazon, MercadoLibre y WhatsApp).
- Presentación del libro publicado en el local.
- Difusión a través de varios medios, catálogos y redes sociales.
- Venta del libro y firma de ejemplares en la Feria Internacional del Libro de Buenos Aires.
- Participación en Ferias Internacionales en el stand colectivo de la Cámara Argentina del Libro.
- Distribución a librerías.

## Programa DANDO
El Programa DANDO (Difusión de Autores Nacionales mediante la Donación de Obras) es implementado por Editorial Dunken para difundir autores independientes mediante donación de ejemplares a bibliotecas y escuelas de toda la Argentina.

## Entre Lectores & Escritores
Actualmente, y como sucesor del programa ROI (Recepción de Obras Inéditas), se ha inaugurado una nueva red social denominada ELE (Entre Lectores y Escritores) que sirve como punto de encuentro para escritores y lectores. Allí los usuarios pueden interactuar con otros e intercambiar opiniones en referencia a sus obras, dejando comentarios en escritos o siguiendo la actividad de otros escritores. Frecuentemente se realizan certámenes donde se publican obras de distintos participantes.